# Dél-kaliforniai diéta
A Dél-kaliforniai diéta (eredeti cím: Santa Clarita Diet) amerikai horror-filmvígjáték televíziós sorozat, melyet Victor Fresco készített a Netflix számára, Drew Barrymore és Timothy Olyphant főszereplésével. Fresco Barrymore, Olyphant, Aaron Kaplan, Tracy Katsky, Chris Miller, Ember Truesdell és Ruben Fleischer mellett vezető-producerként is részt vett.
A sorozat középpontjában Joel és Sheila Hammond ingatlanügynökpáros áll, akiknek normális, unalmas élete drasztikusan megváltozik, amikor Sheila a zombivá válásának tüneteit észleli. Az összezavarodott család gyógymódot keres a lány állapotára, miközben a következményekkel is számolniuk kell, mint például Sheila új vágya az emberi hús iránt, emellett gyökeresen megváltozik a személyisége, amitől sokkal vadabb és impulzívabb lesz.
A sorozat premierje 2017. február 3-án volt. A 10 epizódból álló első évad általánosságban pozitív kritikákat kapott. 2017. március 29-én bejelentették, hogy a Netflix berendelte a sorozat második évadát, melynek premierje 2018. március 23-án volt. 2018. május 8-án a harmadik évadot is berendelték, amelynek premierje 2019. március 29-én volt. A sorozatot 2019. április 26-án eltörölték.

## Cselekmény
Joel és Sheila Hammond mindennapos külvárosi ingatlanügynökök a Kaliforniai Santa Clarita városában. A házaspárnak számos akadállyal kell szembenéznie, amikor Sheila metamorfózison megy keresztül, élőhalottá válik, és emberi húsra kezd vágyakozni. Miközben Joel és a család megpróbál segíteni Sheilának átvészelni a helyzetét,meg kell küzdeniük a szomszédokkal és a kulturális előírásokkal, valamint egy potenciális mitológiai rejtélyt is meg kell oldaniuk.

## Szereplők

### Főszereplők
- Drew Barrymore – Sheila Hammond, Joel felesége és Abby anyja.
- Timothy Olyphant – Joel Hammond, Sheila férje és Abby apja.
- Liv Hewson – Abby Hammond, Sheila és Joel lánya.
- Skyler Gisondo – Eric Bemis, Hammondék szomszédja, Lisa fia és Dan mostohafia.

## Fordítás
- Ez a szócikk részben vagy egészben  a   Santa Clarita Diet című angol Wikipédia-szócikk fordításán alapul.  Az eredeti cikk szerkesztőit annak laptörténete sorolja fel. Ez a jelzés csupán a megfogalmazás eredetét és a szerzői jogokat jelzi, nem szolgál a cikkben szereplő információk forrásmegjelöléseként.